# Kameleon (album)
Kameleon – pierwszy album studyjny polskich raperów Olsena i Fu. Wydawnictwo ukazało się 26 marca 2005 roku nakładem wytwórni muzycznej Pomaton EMI. Produkcji nagrań podjęli się sam Fu oraz Wrb, Piooro, Matt, Dejot, Korzeń, Kejo i Dreadsquad. Z kolei wśród gości na płycie znaleźli się m.in. Chada, WWO, Koras i Pono.
Nagrania dotarły do 19. miejsca zestawienia OLiS. 

## Lista utworów
Opracowano na podstawie materiału źródłowego.
1. "Intro" (produkcja: Wrb, scratche: DJ Dobry Chłopak, miksowanie: Waco, mastering: Waco, Jacek Gawłowski) – 1:20
2. "Śliski grunt" (produkcja: Piooro, miksowanie: Waco, mastering: Waco, Jacek Gawłowski) – 4:32
3. "Skit Montana" (produkcja: Matt, miksowanie: Waco, mastering: Waco, Jacek Gawłowski) – 0:27
4. "Cisza" (produkcja: Wrb, trąbka: Korzeń, gitara basowa, miksowanie, mastering: Waco, mastering: Jacek Gawłowski) – 4:45
5. "Jutro też jest dzień" (produkcja: Wrb, miksowanie: Waco, mastering: Waco, Jacek Gawłowski) – 4:35
6. "Kameleon" (produkcja: Matt, scratche: DJ Dobry Chłopak, gościnnie: WWO, miksowanie: Waco, mastering: Waco, Jacek Gawłowski) – 4:30
7. "Między jawą a snem" (produkcja: Dejot, gościnnie: Chada, miksowanie: Waco, mastering: Waco, Jacek Gawłowski) – 4:34
8. "Granice wytrzymałości" (produkcja: Korzeń, gościnnie: Koras, Pono, miksowanie: Waco, mastering: Waco, Jacek Gawłowski) – 4:45
9. "Zapraszam cię do mego świata" (produkcja: Piooro, gościnnie: Felipe, miksowanie: Waco, mastering: Waco, Jacek Gawłowski) – 3:21
10. "Skit Bitbox" (produkcja: Fu, miksowanie: Waco, mastering: Waco, Jacek Gawłowski) – 0:58
11. "Jestem zagrożeniem" (produkcja: Matt, miksowanie: Waco, mastering: Waco, Jacek Gawłowski) – 3:27
12. "Coraz bardziej" (produkcja: Dejot, scratche: DJ Mini, gościnnie: Vienio, miksowanie: Waco, mastering: Waco, Jacek Gawłowski) – 4:10
13. "Balet" (produkcja: Wrb, gościnnie: Dynam, śpiew: MartaEF, miksowanie: Waco, mastering: Waco, Jacek Gawłowski) – 3:27
14. "Zdecyduj się" (produkcja: Wrb, scratche: DJ Dobry Chłopak, miksowanie: Waco, mastering: Waco, Jacek Gawłowski) – 2:39
15. "Skit Modlitwa" (miksowanie: Waco, mastering: Waco, Jacek Gawłowski) – 0:29
16. "Pamiętam mama" (produkcja: Dejot, skrzypce: MartaEF, gitara, miksowanie, mastering: Waco, mastering: Jacek Gawłowski) – 3:48
17. "Rap bizne$$" (produkcja: Wrb, gościnnie: Dynam, miksowanie: Waco, mastering: Waco, Jacek Gawłowski) – 4:33
18. "Co ty wiesz?" (produkcja: Dejot, śpiew: MartaEF, miksowanie: Waco, mastering: Waco, Jacek Gawłowski) – 3:36
19. "Przeraźliwy huk" (produkcja: Matt, śpiew: Iman, miksowanie: Waco, mastering: Waco, Jacek Gawłowski) – 4:14
20. "Daj to mi" (produkcja: Kejo, miksowanie: Waco, mastering: Waco, Jacek Gawłowski) – 3:24
21. "Perspektywy" (produkcja: Dreadsquad, gościnnie: Mehdi Mesrine, Pablopavo, bongosy: Kubba, miksowanie: Waco, mastering: Waco, Jacek Gawłowski) – 4:30
22. "Symbioza (Outro)" (produkcja: Matt, śpiew: Ana, miksowanie: Waco, mastering: Waco, Jacek Gawłowski) – 3:05